# Nalle Puh och den stormiga dagen
Nalle Puh och den stormiga dagen (engelska: Winnie the Pooh and the Blustery Day), även känd som Nalle Puh och den stormiga dagen, är en amerikansk tecknad film från 1968 av Walt Disney Productions.

## Om filmen
Filmen ingår tillsammans med kortfilmerna Nalle Puh på honungsjakt och Nalle Puh och den skuttande tigern i långfilmen Filmen om Nalle Puh från 1977.

## Rollista
| Roll              | Originalröst      | Svensk röst        |
| Berättare         | Sebastian Cabot   | Sven Holmberg      |
| Nalle Puh         | Sterling Holloway | Tor Isedal         |
| Nasse             | John Fiedler      | Marie Hedeholm     |
| Christoffer Robin | Jon Walmsley      | Staffan Hallerstam |
| Uggla             | Hal Smith         | Börje Mellvig      |
| I-or              | Ralph Wright      | Sven Wallskog      |
| Kanin             | Junius Matthews   | Hans Lindgren      |
| Sorken            | Howard Morris     | Hans Lindgren      |
| Kängu             | Barbara Luddy     | Marie Ahlstedt     |
| Ru                | Clint Howard      | Lena Ahlstedt      |
| Tiger/Tigger      | Paul Winchell     | Jan Malmsjö        |

I tidig översättning stavades karaktären Tiger med två g.

## Utmärkelser
Filmen belönades med en Oscar 1968 för Bästa tecknade kortfilm.

## Visningar
Filmen hade biopremiär den 20 december 1968 i USA, och den 16 augusti 1969 i Sverige tillsammans med Disneys långfilm Bambi. 11 april 1981 hade den nypremiär, denna gång tillsammans med Disney-filmen Dumbo.